# Дмитриенко, Пьер
Пьер Дмитриенко, также Пётр Дмитриенко (фр. Pierre Dmitrienko; 20 апреля 1925 года, Париж — 5 апреля 1974 года, там же) — французский художник, график, скульптор.

## Биография

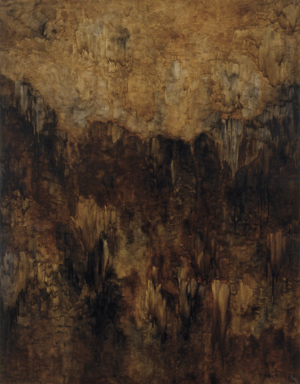
Золотой дождь, 1960 год

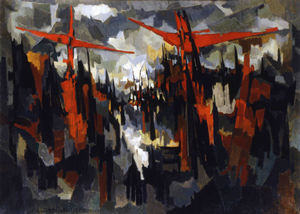
Голгофа, 1954 год

Мать — Марика Якустидис, понтийская гречанка родом из Севастополя, отец — Семён Дмитриенко, русский, эмигрировавший во Францию с началом Гражданской войны в России. Учился во французском лицее в Нёйи-сюр-Сен и в русской школе в Аньер-сюр-Сен. В конце войны поступил в Национальную высшую школу изящных искусств, изучал архитектуру (1944—1946). В то же время начал заниматься живописью в мастерской Конрада Кикерта, выходца из Нидерландов, который привил ему интерес к новейшему искусству и любовь к Мондриану. В начале 1950-х подрабатывал художником-декоратором в крупных парижских магазинах. Из старых художников ценил Гойю, Делакруа, Жерико, из современников ему были близки Серж Поляков, Андре Ланской, Никола де Сталь, а также Альбер Глез и Пауль Клее. Сблизился с художниками новой Парижской школы, выставлялся в галере Эме Мага, публиковался в его издательстве. Кроме живописи, занимался также графикой (рисовал гербы, занимался книжной иллюстрацией) и скульптурой.
Жена — пианистка Лилиан Кароль, дочь — актриса Людмила Микаэль.
Умер от рака в своей мастерской на площади Бастилии.

## Творчество
Отличался интересом к историческим сюжетам, часто обращался к теме войны.

## Выставки
С 1950 года выставлялся в галереях Лозанны, Брюсселя, Парижа, Тулузы, Ивисы, Люцерна, Лондона, Копенгагена, Лос-Анджелеса, Милана, Лимы и др. Участвовал в Парижской биеннале (1959, первая премия), Венецианской биеннале (1960), Биеннале в Сан-Паулу (1961), Токийской биеннале (1964, первая премия).

## Каталоги
- Vallier D. Quatre russes à Paris: Dmitrienko, Lanskoy, Poliakoff, De Staẽl. Paris, 1984